# Burgerbeweging (IJsland)
De Burgerbeweging (IJslands: Borgarahreyfingin ) is een IJslandse politieke partij die in 2009 werd opgericht toen de kredietcrisis bijzonder hard toesloeg en IJsland bankroet ging.
Een echte leider heeft de partij niet. Verschillende mensen met elk verschillende verantwoordelijkheden leiden de partij. Herbert Sveinbjörnsson (voorzitter) en Birgitta Jónsdóttir (vicevoorzitter) zijn de voornaamste.
De Burgerbeweging wil een radicale omslag van het regeringsbeleid om de recessie te bestrijden. Bij de verkiezingen van 2009 won de partij 4 zetels met 7,2% van de stemmen.